# Tramway de Worms
Le tramway de Worms (Straßenbahn Worms) était le système de tramway de la ville de Worms. Il était géré par une entreprise publique de la municipalité sous le nom "Wormser Straßenbahn". Les habitants de Worms l’appelaient "Die Elektrisch", (di'elektriʃ).

## Histoire
La ville avait décidé en mars 1905 d'établir un tramway. Comme entrepreneur général on choisissait AEG, donc responsable pour la construction des lignes, du dépôt et de l'atelier ainsi que pour la livraison des trains et wagons. La licence pour le tram était donnée pour 50 ans par l'administration du grand-duché de Hesse. Les travaux ont duré de juillet jusqu'à décembre 1906. L'écartement des rails était de 1 000 mm (voie métrique). Lors de l'inauguration il y avait une longueur de 9,39 km, à voie unique et avec voies d'évitement. Le service normal commença le 21 décembre 1906. Mais déjà en mars 1907 on décida des premières transformations : il fallait ajouter des voies d'évitement.

## Parc de véhicules

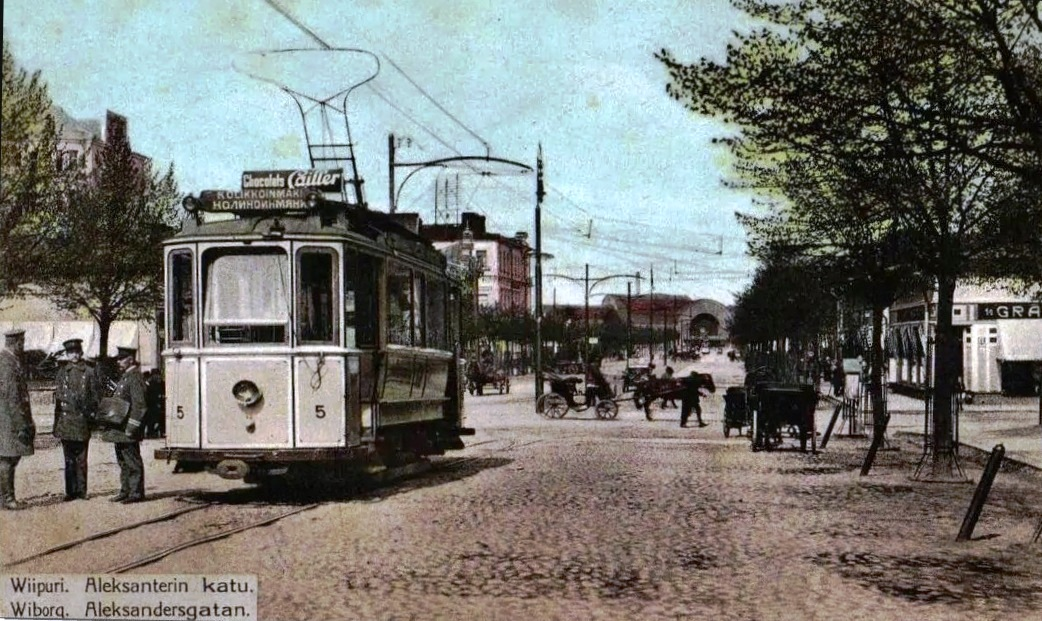
Pantographe typique au tram de Vyborg.

Pour commencer on avait seize trams fournis par les Fahrzeugwerkstätten Falkenried (de) et AEG. Ils avaient seulement une longueur de 7,30 m avec une distance des axes de 1,7 m et une largeur de 1,90 m. Au début les plates-formes des deux côtés étaient ouvertes. Les trams avaient un pantographe d'après Walter Reichel, un pantographe en forme d'une lyre. La puissance des deux moteurs était indiquée avec 25 PS et 550 volts ce qui correspond à 2 x 17 kw d'aujourd'hui. Il y avait seize places assises et quatorze places debout. De chaque côté il y avait 4 fenêtres. L'attelage était en forme d'entonnoir. Pour le service normal les 13 trams étant insuffisants, on en ajouta encore trois autres en novembre 1907. À partir de 1914 et puis en 1936 on modernisa le matériel,.
Les wagons 51 - 56 étaient achetés d'occasion en 1917, en service jusqu'en 1937. En 1941, les wagons 50 - 53 étaient achetés d'occasion du tramway de Mulhouse, en service jusqu'en 1952. Ces wagons étaient avec 2,12 m plus larges que les trams et ils avaient 18 places assises dans l'ordre 2 + 1.
Pendant la Seconde Guerre mondiale, quatre trams étaient empruntés au tramway de Mannheim/Ludwigshafen, par contre on avait quatre wagons (construits en 1897) du tramway de Darmstadt en service.
Toutes ces véhicules étaient stationnés dans le dépôt à quatre voies dans la rue Bebel (Bebelstraße).
À la fin (janvier 1955), il y avait 18 trams sur une longueur de voies de 10,7 km (dont 10,2 km de ligne, toujours à voie unique). À partir du 11 juillet 1949 il y avait 9 autobus.

## Le service
La particularité à cette période était qu'on n'avait pas prévu des contrôleurs, donc il y avait dans l'intérieur des wagons une caisse avec une affiche "Jetez ici l'argent pour le tram". Avec le nombre des passagers le contrôle n'était plus assuré, donc des contrôleurs ont été embauchés à partir de 1916.
Au début les lignes avaient les numéros I et II. À partir de 1916 il y avait en plus des lignes "rouge" et "verte".
Il y avait les lignes suivantes
- de la gare du faubourg (Vorstadtbahnhof) à Worms-Neuhausen en passant par la place du marché (Marktplatz)
- de la place de Barberousse (Barbarossaplatz) à Worms-Hochheim en passant par la place du marché et la gare centrale (Hauptbahnhof)
- de la place du marché à Worms-Pfiffligheim

Toutes ces lignes étaient à voie unique. L'intention d'établir aussi une ligne pour Worms-Horchheim n'a pas pu pas être réalisée à cause de la guerre mondiale. Par contre les lignes d'autobus furent favorisées et le tram arrêté le 29 janvier 1956 et mis à la casse.

## Littérature
- Elster, Hubertus: 75 Jahre Verkehrsbetriebe Worms, Worms 1981
- Häussler, Ralph: Die Wormser Straßenbahn, Sutton Verlag Erfurt (2012),  (ISBN 978-3-95400-119-4)
- Höltge, D.: Deutsche Straßen- und Stadtbahnen, Band 4 Rheinland-Pfalz/Saarland, Verlag Zeunert, Gifhorn (1981), S. 217-225,  (ISBN 3-921237-60-2)
- Kochems, M., Höltge, D.: Straßen- und Stadtbahnen in Deutschland, Band 12 Rheinland-Pfalz/Saarland, EK-Verlag, Freiburg (2011), S. 270-283,  (ISBN 978-3-88255-393-2)